# Båstads landskommun
Båstads landskommun var en tidigare kommun i dåvarande Kristianstads län.

## Administrativ historik
Kommunen bildades i Båstads socken i Bjäre härad i Skåne när 1862 års kommunalförordningar trädde i kraft. 
1900 inrättades Båstads köpings municipalsamhälle i landskommunen och 8 maj 1931 inrättades Malens municipalsamhälle.
1937 ombildades kommunen med sina två municipalsamhällen till Båstads köping som 1971 ombildades till Båstads kommun.